# Liferay
Liferay es un portal de gestión de contenidos de código abierto escrito en Java. 
Se creó en 2000, en principio como solución para las organizaciones sin ánimo de lucro.
Asimismo, Liferay Inc. es la empresa de código abierto, que proporciona  la documentación gratuita y el servicio  profesional  de pago a los usuarios de su software, principalmente  enfocada en la tecnología  de portales corporativos y empresariales. Tiene su sede en Diamond Bar, California, EE. UU.

## Descargas
Liferay Portal tiene más de 60.000 descargas al mes.[cita requerida]

## Características más destacadas
- Corre en la mayoría de los servidores de aplicaciones y contenedores de servlets, base de datos y sistemas operativos, con más de 700 combinaciones posibles.[¿cuántos?]
- Compatible con JSR-286
- Disponibilidad "fuera de la caja" (out-of-the-box)[1] de más de 60 portlets pre-construidos.
- Construido dentro del Sistema de manejo de contenido (CMS) y Suite colaborativa.
- Páginas personalizadas para todos los usuarios.
- Benchmarked como uno de los portales seguros usando la suite de LogicLibrary, Logiscan.[cita requerida]

Creado para empresas, Liferay portal provee espacios virtuales para centralizar, compartir y colaborar, pensando en el usuario final.

## Características de las versiones

### Versión 5.2
- Panel de control mejorado.
- Nueva administración de usuarios y herramientas para la administración de organizaciones.
- Integración con Microsoft Office.
- Mejoras en el sistema de gestión de contenidos (CMS Siglas en inglés) de Liferay.
- Mejoras en el portlet de chat.
- Portlet de mensajería privada.
- Portlet de base de conocimiento (Knowledge Base).
- Nuevo portlet de correo electrónico.
- Optimizaciones en el backend.
- Nueva implementación de WSRP.
- Integración con el SSO Siteminder ( actualmente conocido como CA SSO) .
- Integración con Terracota DSO.
- Búsquedas restringidas a nivel de permisos.
- Data scoping framework.
- Mejoras en la interfaz (API).
- Atributos personalizados.

### Versión 6.1
- Cambio en la gestión de comunidades (Sites).
- Asistente visual de instalación (Setup Wizard).
- Posibilidad de descargar e instalar aplicaciones (Marketplace)
- Unificación de la galería de imágenes y librería de documentos en una sola aplicación (Documents & Media).
- Integración con repositorios externos de documentos que soporten CMIS.
- Previsualización de documentos (PDF, video, audio).
- Metadatos y extracción automática de metadatos en documentos.
- Posibilidad de relacionar contenido (Related Assets portlet).
- Cambio en apariencia del portal dependiendo del dispositivo desde el que se accede (Mobile Device Rules).
- Aplicación para generar listados tipo "Excel" (Dynamic Data Lists).

### Versión 6.2
- Introducción de Modularización OSGi
- Layout responsivos con vistas previas para dispositivos con diferentes resoluciones.
- Configuración de reglas para dispositivos móviles mejorado.
- El diseño del tema por defecto ahora está basado en Bootstrap 2.
- El diseño del Dockbar ahora es más discreto.
- Se han separado las funciones de administración de portal de las funciones de administración del sitio.
- Los usuarios registrados no necesitan entrar al Panel de Control para tener acceso a la administración del sitio.
- Se añadió una bandeja de reciclado para poder recuperar contenido que ha sido borrado.
- Se puede agregar un lenguaje por defecto para cada página.
- Nuevo panel de creación y administración de páginas que aparece del lado izquierdo de la pantalla.
- Cuenta con una nueva forma de administración de membresías del sitio.
- Posibilidad de crear folders y subfolders para contenidos web.[2]

### Versión 7.0
- Soporte de Lexicon
- El diseño del tema por defecto ahora está basado en Bootstrap 3.0
- Soporte Java 8
- Alloy Editor como editor de contenido
- Soporte de Elastic Search
- Soporte de test de integración con Arquillian
- Soporte de SennaJS para el desarrollo Single Page Application
- Soporte de OSGi y comienzo de modularización del core de Liferay

### Versión 7.2
- Fragmentos
- Edición en línea de contenido y previsualización.
- Usos de contenido
- A/B testing
- Reglas de sesión para la segmentación de audiencia
- Constructor gráfico de reglas
- Conjunto de contenidos
- Auto etiquetado de contenido
- Forms API
- Data Engine API
- Métricas de Workflows
- Integración con Office 365
- Edición en línea de documentos
- Distribución de documentos entre usuarios P2P
- Soporte de especificación OpenAPI
- Headless CMS
- Herramienta de actualización

## Especificaciones técnicas

### Idiomas
Liferay es compatible con internacionalización y localización (I18N) para cualquier lenguaje out-of-the-box y sale de fábrica por defecto con 22 lenguas. Muchas de estas traducciones son mantenidas por hablantes nativos provenientes de la comunidad Open Source de Liferay, se pueden añadir idiomas adicionales.
- Alemán
- Árabe
- Catalán
- Chino (simple)
- Chino (tradicional)
- Checo
- Coreano
- Español
- Holandés
- Inglés
- Finés
- Francés
- Gallego
- Griego
- Húngaro
- Italiano
- Japonés
- Persa
- Portugués
- Ruso
- Sueco
- Turco
- Vasco
- Vietnamita

### Tecnologías utilizadas
- Apache ServiceMix
- ehcache
- Hibernate
- Java J2EE/JEE
- jBPM
- ICEfaces
- jQuery JavaScript Framework
- Lucene
- MuleSource ESB
- PHP
- Ruby
- Seam
- Spring & AOP
- Struts & Tiles
- Tapestry
- Velocity
- Xuggler

### Estándares compatibles
- AJAX
- JSON
- iCalendar y Microformat
- JSR-286 (Portlet Java 2.0)
- JSR-127 (JavaServer Faces)
- JSR-170 (Content Repository technology API)
- JSF-314
- JSF 2.0
- OpenSearch
- Web Services
- Hessian
- Burlap
- REST
- RMI
- WSRP
- WebDAV